# Parafia św. Marcina w Słubicach
Parafia Świętego Marcina w Słubicach – parafia rzymskokatolicka należąca do dekanatu Sanniki diecezji łowickiej. 
Parafia została erygowana w XIV wieku. Mieści się przy ulicy Wiślanej. Duszpasterstwo w niej prowadzą księża diecezjalni.

## Zasięg parafii
Do parafii należą wierni z miejscowości: Alfonsów, Bończa, Budy, Grabowiec, Grzybów, Jamno, Lasek, Łaziska, Potok Biały, Potok Czarny, Sielce, Słubice, Studzieniec, Wólka Niska, Wólka Wysoka.